# Экслибрис
Эксли́брис (от лат. ex libris — «из книг») — книжный знак, удостоверяющий владельца книги. Экслибрис наклеивается или проставляется печатью чаще всего на форзац. Экслибрис, обозначенный на внешней стороне книги (обложке или корешке), называется суперэкслибрисом.
Обычно на экслибрисе обозначены имя и фамилия владельца и рисунок, лаконично и образно говорящий о профессии, интересах или о составе библиотеки владельца. Родиной экслибриса считают Германию, где он появился вскоре после изобретения книгопечатания.
Простейший экслибрис представляет собой бумажный ярлык с именем владельца книги (иногда в сочетании с девизом или эмблемой). Художественные экслибрисы представляют собой произведения печатной графики. Они создаются различными техниками гравюры — гравируются на меди, дереве или линолеуме, выполняются цинкографским или литографским способом. Среди авторов художественных экслибрисов можно назвать таких выдающихся художников, как Альбрехт Дюрер, В. А. Фаворский и многих других.
Среди художественных экслибрисов различают:
- гербовые, которые воспроизводят герб владельца и характерны главным образом для XVI—XVIII веков. В СССР особый интерес к гербовым экслибрисам наблюдался в 1920-х годах в среде неэмигрировавшего дворянства. Позднейшим проявлением такого интереса стал Сборник гербовых экслибрисов;
- вензелевые с орнаментально разработанными инициалами владельца;
- сюжетные, которые стали наиболее популярными в XIX веке и представляют собой изображения пейзажей, архитектурных мотивов, различных эмблем, образно отражающих вкусы, интересы и пристрастия, профессию владельца библиотеки.

Древнейший русский экслибрис — это рисованный от руки книжный знак игумена Досифея, обнаруженный в книгах Соловецкого монастыря за 1493—1494 годы.
Экслибрисы представляют собой как отдельное направление собирательства, так и признак, увеличивающий стоимость антикварной книги, зачастую многократно. Принадлежность книги известному владельцу существенно влияет на спрос.

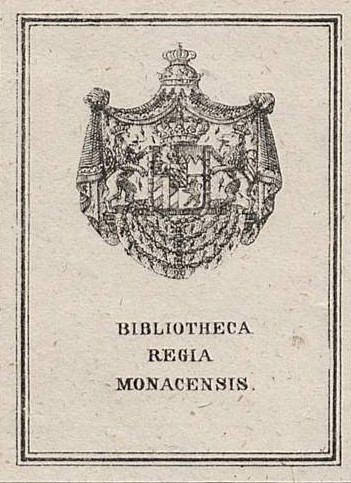
Экслибрис Баварской государственной библиотеки (Королевская библиотека, XIX век)
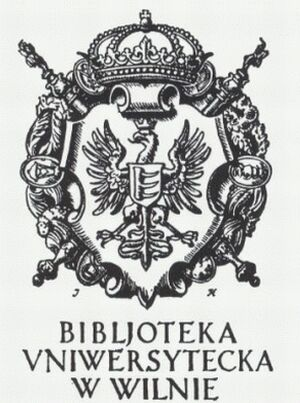
Экслибрис библиотеки Университета Стефана Батория
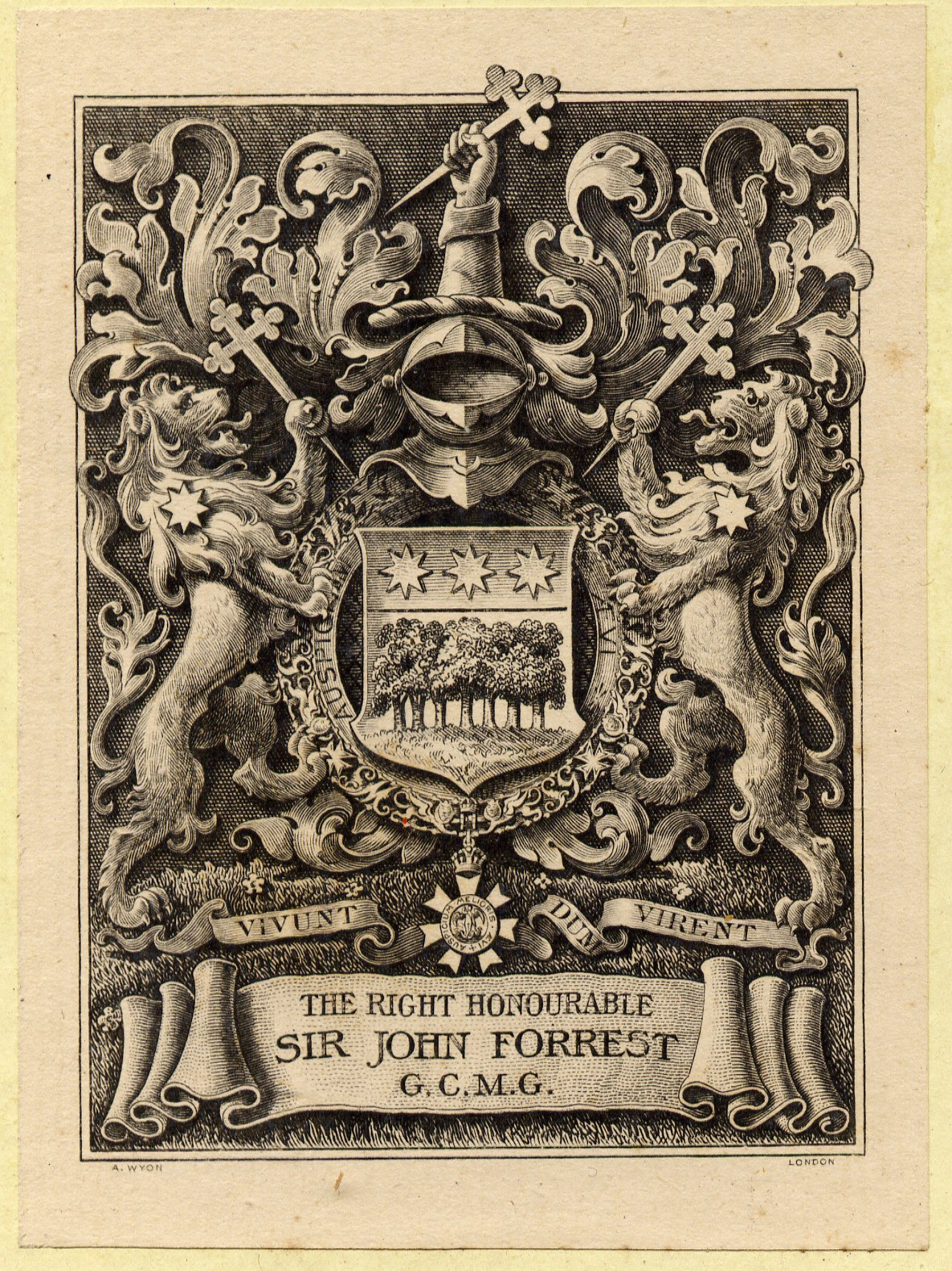
Экслибрис сэра Джона Форреста (1847—1918), исследователя Австралии
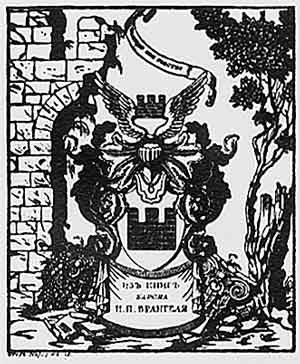
Г. Нарбут. Экслибрис Н. Н. Врангеля (1914)
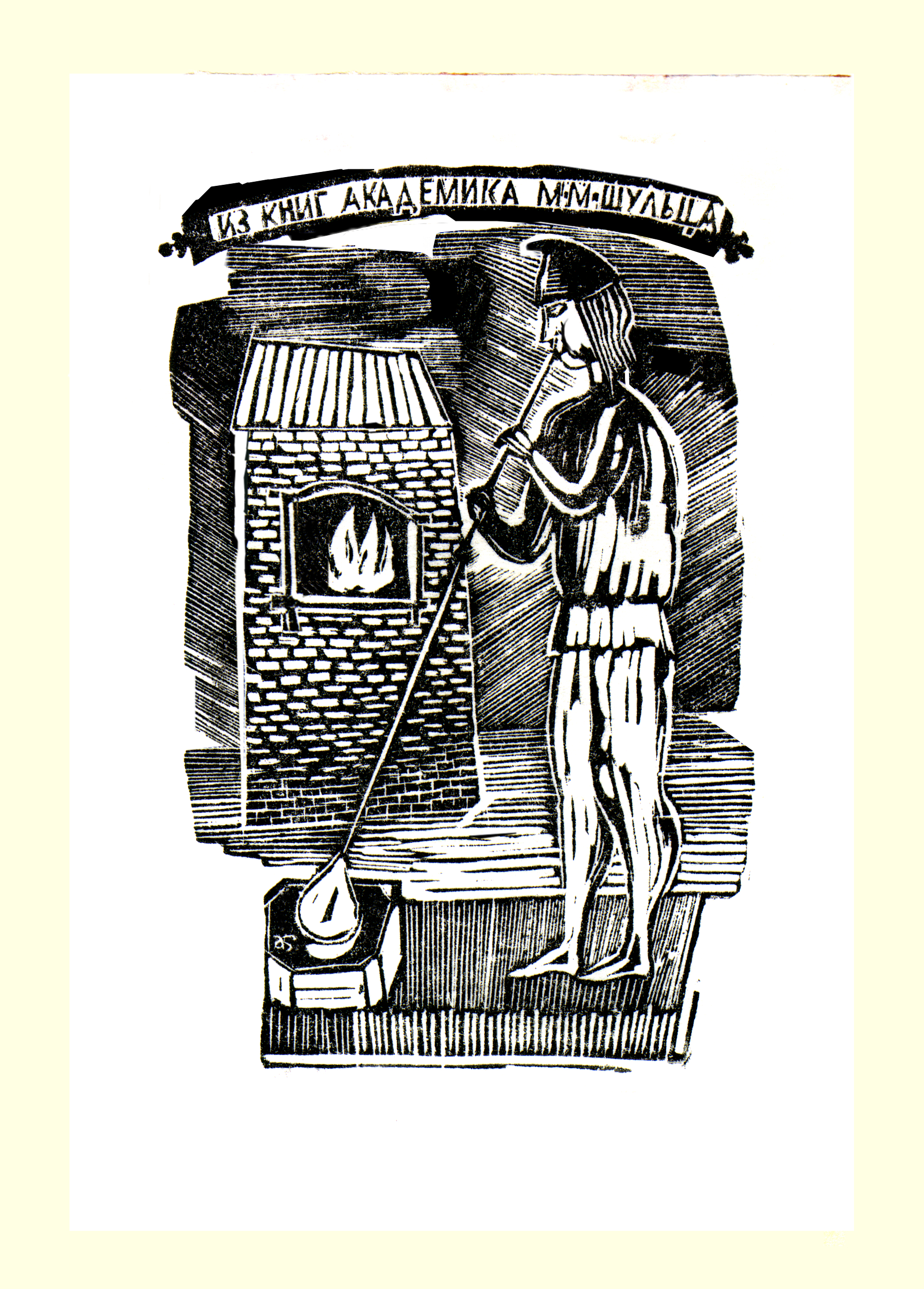
Alexej M. Schultz. Экслибрис М. М. Шульца (1982)
Экслибрис Аркадия Стругацкого (1980-е)
Экслибрис игумена Досифея
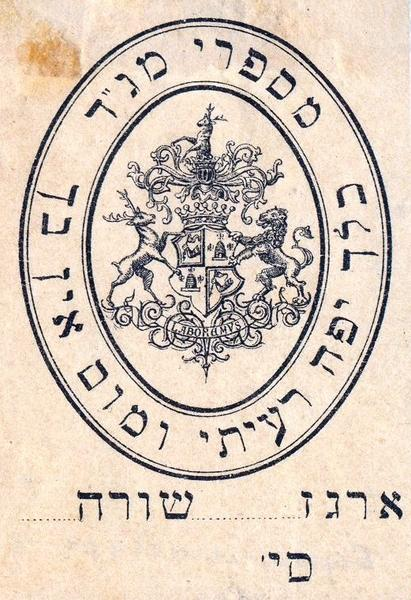
Экслибрис Гинцбургов
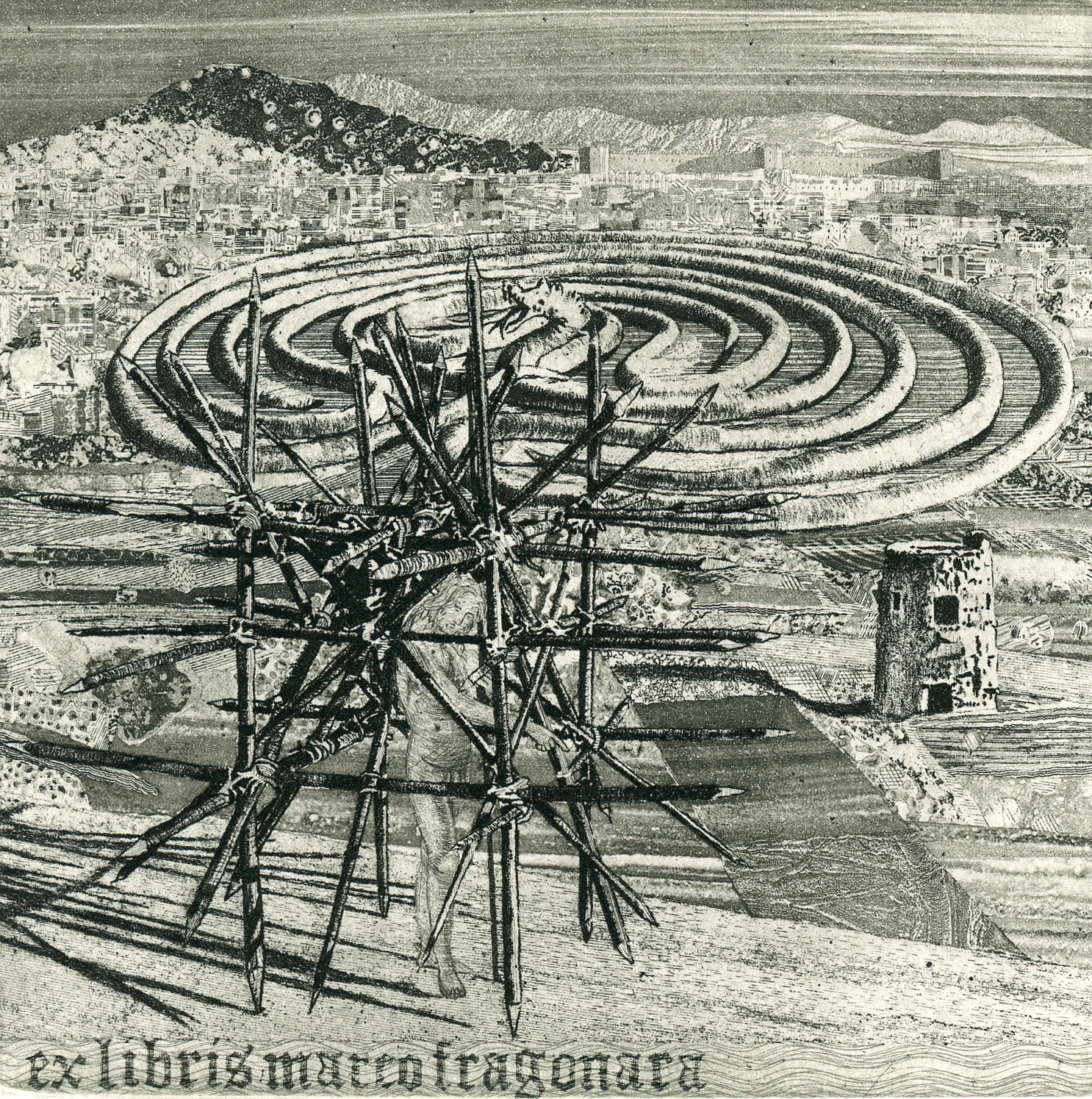
Экслибрис Marco Fragonara (1998)

### Энциклопедические статьи
- Экслибрис // Литературная энциклопедия терминов и понятий / Под ред. А. Н. Николюкина. — Институт научной информации по общественным наукам РАН: Интелвак, 2001. — Стб. 1222. — 1596 с. — ISBN 5-93264-026-X.
- Книжный знак // Краткая литературная энциклопедия. Т. 3. — М., 1966.
- Минаев Е. Н. Экслибрис // Книговедение: Энциклопедический словарь / Редкол.: Н. М. Сикорский (гл. ред.), О. Д. Голубева, А. Д. Гончаров, И. М. Дьяконов, А. И. Маркушевич, Е. Л. Немировский, И. М. Терехов (зам. гл. ред.), И. И. Чхиквишвили. — М.: Советская энциклопедия, 1981. — С. 606—607. — 664 с. — 100 000 экз. (в пер.)
- Экслибрис // Книга: Энциклопедия / Редкол.: И. Е. Баренбаум, А. А. Беловицкая, А. А. Говоров и др. — М.: Большая Российская энциклопедия, 1998. — С. 728. — 800 с. — ISBN 5-85270-312-5. (в пер.)
- Грибанов Э. Д. Медицина в необычном. — М.: Советская Россия, 1988.
- Гриханов Ю. А. Экслибрис // Библиотечная энциклопедия / Гл. ред. Ю. А. Гриханов; Российская государственная библиотека. — М.: Пашков дом, 2007. — С. 1184. — 1300 с. — 3000 экз. — ISBN 5-7510-0290-3. (в пер.)

### Русский и советский экслибрис
- Адарюков В. Я. Редкие русские книжные знаки. Материалы по истории русского книжного знака. — М., 1923.
- Адарюков В. Я. Русский книжный знак. — 2-е изд. — М., 1922.
- Базыкин М. С. Наши книжные знаки / Сост. М. С. Базыкин; Русское общество друзей книги (РОДК). — М., 1925. — 35 с., 8 л. ил.
- Богомолов С. И. Российский книжный знак. 1700—1918. — М.: Минувшее, 2010. — 960 с. — ISBN 978-5-902073-77-2. (в пер.)
- Верещагин В. А. Русский книжный знак. — СПб., 1902.
- Выставка книжных знаков. Петербург, 1919: Каталог. — Пг., 1919. — 85 с.
- Выставка русских книжных знаков. — Л., 1926.
- Гетманский Э. Д. Поэтическое сердце России (есенинский экслибрис). В двух томах. — Тула: Тульский полиграфист, 2016. — Т. 1: 646 с.; Т. 2: 624 с.[1].
- Гетманский Э. Д. Российский книжный знак (1917—1991. В трёх томах[2]. — Тула, 2004.
- Гетманский Э. Д. Ex libris. Охранная грамота книги. В двух томах[3]. Тула: Лик, 2006 (т. 1: 261 с.; т. 2: 272 с.)[4].
- Гетманский Э. Д. Мир экслибриса: записки коллекционера. В четырёх томах[5]. Тула: Папирус, 2007 (т. 1: 389 с.; т. 2: 427 с.; т. 3: 440 с.; т. 4: 304 с.)[6].
- Гетманский Э. Д. Художественный экслибрис Российской империи (1900—1917). В двух томах. — Тула, 2009.
- Гетманский Э. Д. Энциклопедия советского экслибриса (1917—1991). В шести томах. — Тула, 2008.
- Гетманский Э. Д. Экслибрисы российско-еврейского этноса (1795—1991). В трёх томах. Тула: Папирус, 2010 (т. 1: 393 с.; т. 2: 396 с.; т. 3: 386 с.)
- Гетманский Э. Д. Максимы и размышления с приложением книжных знаков. В двух томах. Тула: Тульский полиграфист, 2011 (т. 1: 400 с.: т. 2: 400 с)[7].
- Гетманский Э. Д. Отпечаток человеческой души (каталог коллекции книжных знаков). В десяти томах. — Тула: Тульский полиграфист, 2012—2014. (т. 1—10 по 600 с.)[8].
- Гетманский Э. Д. Экслибрис — документ эпохи. В трёх томах[9]. — Тула: Тульский полиграфист, 2015. (т. 1: 588 с.; т. 2: 587 с.; т. 3: 636 с.)
- Гетманский Э. Д. Экслибрисная мемориальная летопись (евреи — герои Великой Отечественной войны). В трёх томах. — Тула: ТППО, 2017. — Т. 1: 569 с.; Т. 2: 563 с.; Т. 3: 577 с.[10].
- Гетманский Э. Д. Экслибрисы народа книги (еврейская тема в отечественном книжном знаке). В двух томах. — Тула: ТППО, 2018. — Т. 1: 562 с.[11]; Т. 2: 611 с.[12].
- Гетманский Э. Д. Еврейский иконографический экслибрис в восьми томах. Т.1. Тула. ООО ТППО. 570 с. 2019; Т.2. Тула. ООО ТППО. 558 с. 2019; Т.3. Тула. ООО ТППО. 595 с. 2020; Т.4. Тула. ООО ТППО. 541 с. 2020; Т.5. Тула. ООО ТППО. 559 с. 2021; Т.6. Тула. ООО ТППО.534 с. 2021; Т.7. Тула. ООО ТППО. 540 с. 2022; Т.8. Тула. ООО ТППО. 527 с. 2022[13].
- Гетманский Э. Д. Ex libris. Историко-культурный феномен в двух томах. Т.1. Тула. ООО ТППО. 589 с. 2023; Т.2. Тула. ООО ТППО. 580 с. 2023[14].
- Гетманский Э. Д. Спутник книги -  экслибрис в 4 выпусках  (электронное издание). Вып. 1. РБИК Тульская областная научная библиотека. 129 с. 2023[15]. Вып. 2. РБИК. 528 с. 2023[16]. Вып. 3. РБИК. 651 с. 2023[17]. Вып. 4. РБИК. 506 с. 2024.
- Гетманский Э. Д. Солдаты не делятся на взрослых и детей (детское лицо Победы). Т.1. Тула. ООО ТППО. 539 с. 2024; Т.2. Тула. ООО ТППО. 504 с.2024[18].
- Гетманский Э. Д. Дорога длиною в жизнь (о памятнике истории - экслибрисе) в трёх томах. Т.1. Тула. ООО Аквариус. 612 с. 2024; Т.2. Тула. ООО Аквариус. 638 с. 2024; Т.3. Тула. ООО Аквариус. 564 с. 2024.[19].
- Голубенский Г. А. К вопросу о периодизации истории русского и советского экслибриса. — Воронеж: Изд-во Воронеж. ун-та, 1965.
- Иваск У. Г. Литература о книжных знаках. — М., 1918. — 31 с.
- Иваск У. Г. О библиотечных знаках, так называемых ex-libris’ах, по поводу 200-летия их применения в России. — М., 1902.
- Иваск У. Г. Описание русских книжных знаков. Вып. 1-3. — М., 1905—1918.
- Ивенский С. Г. Книжный знак: История, теория, практика художественного развития. — М., 1980.
- Ивенский С. Г. Мастера русского экслибриса / С. Г. Ивенский; Оформление Л. Г. Епифанова. — Л.: Художник РСФСР, 1973. — 336 с. — 10 000 экз. (в пер.)
- Известия Московского общества любителей книжных знаков. 1907. — Вып. 1.
- Кашутина Е. С., Сапрыкина Н. Г. Экслибрис в собрании Научной библиотеки Московского государственного университета: Альбом-каталог / Е. С. Кашутина, Н. Г. Сапрыкина. — М.: Изд-во МГУ, 1985. — 224 с. — 8800 экз. (в пер.)
- Книжные знаки русских художников / Под ред. Д. И. Митрохина, П. И. Нерадовского, А. К. Соколовского. — Пг.: Петрополис, 1922. — 240 с.
- Коллекция экслибрисов в фундаментальной библиотеке Герценовского университета / сост.: С. Е. Волоскова и др. СПб: РГПУ им. А.И. Герцена, 2022. — 60 с., цв.ил. ISBN 978-58064-3197-5
- Ласунский О. В мире экслибрисов // Власть книги: Рассказы о книгах и книжниках. — Воронеж, 1966. — С. 221—253.
- Ласунский О. Г. Книжный знак: Некоторые проблемы изучения и использования. — Воронеж: Изд. Воронежского ун-та, 1967. — 168 с.
- Ласунский О. Г. Власть книги: Рассказы о книгах и книжниках. — Изд. 4-е, перераб. — Воронеж: Центр духовного возрождения Чернозёмного края, 2010. — ISBN 5-98631-014-4.
- Литература о книжных знаках: Библиографический список. — Вологда: Сев.-Зап. кн. изд-во, 1971. — 128 с.
- Лихачёва О. П. Собрание русских книжных знаков БАН СССР // Материалы и сообщения по фондам отдела рукописной и редкой книги Библиотеки Академии наук СССР. — М.-Л, 1966. — С. 90-102.
- Лукомский В. К. Фальсификат в экслибрисе. — М., 1929.
- Марцевич Ю. П. Новая литература о книжном знаке: Информационный библиографический указатель. — М., 1971. — 92 с.
- Минаев Е. Н. Экслибрис: Книга-альбом. — М.: Советский художник, 1968. — 120 с. — 10 000 экз. (обл.)
- Минаев Е. Н. Экслибрисы художников Российской Федерации: 500 экслибрисов (альбом) / Сост. Е. Н. Минаев. — М.: Советская Россия, 1971. — 320 с. — 40 000 экз. (в пер., суперобл.)
- Минаев Е. Н., Фортинский С. П. Экслибрис. — М.: Книга, 1970. — 240 с. — 20 000 экз. (в пер., суперобл.)
- Малинин Б. А., Экслибрис Ex Libris Г. И. Игнатова № 8. 1987 г. Х3 91х12 (недоступная ссылка)
- Орлов Н. Н. У. Г. Иваск как исследователь русского книжного знака. — М., 1927. — 67 с.
- Орлов Н. Н. Литература о книжных знаках. 1918—1922. — М., 1923. — 23 с.
- Охочинский В. К. Книжные знаки Владимира Изенберга. — Пг., 1923.
- Охочинский В. К. Книжные знаки Георгия Нарбута. — Л., 1924.
- Памятка Выставки оригинальных рисунков петроградских книжных знаков. — Пг., 1923.
- Розов Н. Н. Когда появился в России книжный знак? // Археографический ежегодник за 1962 год. — М., 1963. — С. 88-91.
- Русские книжные знаки: Из собрания И. К. Антошевского. — СПб., 1913.
- Русский книжный знак в гравюре. — Л., 1925.
- Сильванский С. А. Экслибрис: Популярный очерк. — М.: Изд. Правления ВОФ, 1932. — 7 с. — 1500 экз.
- Советский экслибрис / Составитель Е. Н. Минаев. — М., 1965.
- Соколовский А. К. Книжные знаки. — Пг., 1918.
- Соколовский А. К. Старый Петербург на книжных знаках. — Л.: Ленинградское общество экслибрисистов, 1925. — 21 с.
- Труды Ленинградского общества экслибрисов. — Л., 1924—1931, вып. I, II—III, IV, V, VI, VII—VIII, IX—X, XI—XII, XIII.
- Фёдоров В. Д. Русский книжный знак. — М.: Биологические науки, 1995. — 80 с. — 1000 экз. — ISBN 5-85699-005-6. (обл.)
- Фрейман Р. В. Exlibris: Краткий исторический очерк книжного знака / Иллюстратор Сергей Чехонин. — Пг.: Время, 1922. — 54 с. — 1000 экз.
- Экслибрис СССР. — М.: Книга, 1975. — 176 с.
- Экслибрис СССР: Альбом. — М.: Книга, 1967. — 58 с.
- Экслибрисы и штемпели на книгах Научной библиотеки РГГУ / Сост. Е. В. Пчелов. — М.: Изд-во РГГУ, 2010. — 440 с. — 1000 экз. — ISBN 978-5-7281-1165-8. (в пер.)
- Эттингер П. Д. Книжные знаки В. А. Фаворского. — М., 1933.
- Книжные знаки К. С. Козловского. — Вологда, 1963.